# Sontheim (Schwaben)
Sontheim település Németországban, azon belül Bajorországban. Lakosainak száma 2778 fő (2023. december 31.).

## Népesség
A település népessége az elmúlt években az alábbi módon változott:
| Lakosok száma | 723  | 1547 | 1448 | 2080 | 2540 | 2560 | 2595 | 2699 | 2756 | 2778 |
|               | 1875 | 1950 | 1975 | 1987 | 2012 | 2014 | 2016 | 2017 | 2021 | 2023 |